# Adam Demos
Adam Demos (nascido em 24 de maio de 1985)  é um ator australiano, mais conhecido por seu papel como Jake Taylor no filme "Falling Inn Love" da Netflix, August Walker na série de televisão americana Unreal e Brad na série de sucesso Sex/Life da Netflix.

## Biografia
Adam Demos nasceu em Wollongong, New South Wales, na Austrália. Frequentou a Escola Pública Tarrawanna e graduou-se na Dapto High School em 2003. Enquanto ele estava interessado em atuar desde muito jovem, trabalhou pela primeira vez como operário de construção na empresa de demolição de seu pai, a siderúrgica Wollongong, uma empresa de telhados e também no Hotel Ravesis de Bondi. Adam se matriculou em um curso de atuação na Screenwise Film & TV Acting School quando tinha 23 anos, mas estava preocupado que seus amigos tirassem sarro dele, então manteve em segredo. “Eu disse que estava trabalhando demais, porque não queria que meus amigos soubessem que eu estava tentando atuar, já que isso era muito estranho para todos nós”, disse ele ao The Daily Telegraph. Em uma entrevista, ele disse que foi sua mãe quem procurou a escola de teatro em Sydney.
Em 2012, Adam Demos participou do comercial australiano.
Adam anteriormente atuou em pequenos papéis na Austrália, quando sua grande chance veio. Em 2017, Demos foi escalado para interpretar Nate Baldwin no drama da ABC Australia, Janet King. No set, Demos descobriu um papel em Hollywood escrito especificamente para um ator australiano. Ele conseguiu a vaga e voou para Vancouver para começar a filmar a terceira temporada de UnREAL, do canal Lifetime. Demos afirmou que foi uma experiência confusa filmar UnREAL, sua primeira produção internacional, por se tratar de um programa de TV dentro de um programa de TV.
Em 2019, Demos estrelou ao lado de Christina Milian em Falling Inn Love, filme da Netflix, produzido na Nova Zelândia.
Em 2020, Demos filmou a série Sex/Life da Netflix, inspirada no livro 44 Capítulos sobre 4 Homens de BB Easton, em Toronto, Canadá. Demos foi escalado para o show com a ajuda de Stacy Rukeyser, com quem ele já havia trabalhado em UnREAL e era o showrunner de Sex/Life. Para se preparar para a cena em que canta a música Heartbeats, Demos teve aulas de canto e violão. Sobre as cenas de sexo na série, Demos disse: "Tínhamos um coordenador de intimidade e todos falariam sobre isso e sobre seus níveis de conforto. Você ensaiava tanto que, no momento em que fazia, era muito mais confortável do que você imaginava. Você discute tudo: movimentos das mãos, tudo sobre a respiração. Em cenas de sexo, a respiração é uma coisa emocional, então você está discutindo essa jornada, mas também está discutindo o nível de conforto de cada indivíduo". Sua cena de nudez frontal completa na série se tornou viral nas plataformas de mídia social.

## Vida pessoal
Demos está em um relacionamento com Sarah Shahi, que foi sua co-estrela na série Sex/Life da Netflix.
O primo de Demos é o jogador de basquete australiano Tyson Demos.
Viajar é uma das coisas preferidas de Demos. Quando trabalhava na construção civil, Demos economizava dinheiro para viajar nas férias.
Ele adora crioterapia depois de experimentá-la pela primeira vez em Los Angeles.

## Filmografia
| Ano  | Título              | Papel         | Notas                                               |
| ---- | ------------------- | ------------- | --------------------------------------------------- |
| 2009 | Home and Away       | Justin        | Episódio 1                                          |
| 2009 | Rescue: Special Ops | Gilligan      | Episódios: "Fire in the Cross" e "Eco-Warriors"     |
| 2013 | Aboriginal Heart    | Desconhecido  | Curta-metragem                                      |
| 2013 | Winners & Losers    | Jack Bale     | Episódio: "How to Hide a Car"                       |
| 2013 | Worm                | Trent         | Curta-metragem                                      |
| 2016 | Cooped Up           | Ross          | Longa-metragem                                      |
| 2017 | Janet King          | Nate Baldwin  | 7 episódios; Papel recorrente na terceira temporada |
| 2018 | Unreal              | August Walker | 18 episódios; Papel principal (temporadas 3 e 4)    |
| 2019 | Falling Inn Love    | Jake Taylor   | Papel principal; (Filme original da Netflix)        |
| 2021 | Sex/Life            | Brad Simon    | Papel principal; (Série original da Netflix)        |